# 虻ガ島
虻ガ島（あぶがしま）は、富山県氷見市沖にある島。虻が島、虻ヶ島、虻ケ島とも。

## 概要
富山県最大の島で、無人島である。氷見市姿の東の沖合い1.8kmに位置する。2つの島から成り、北の島を男島またはタブノキ島、南の島を女島またはマツノキ島という。かつては干潮時に2つの島が繋がることもあったが、現在は完全に分かれており、橋が架けられている。地質的には石灰質砂岩と砂質泥岩から成る。小さな島であるが、寒流と暖流の影響を受けるために、冷帯系植物であるエゾヒナノウスツボや温帯系植物であるハマウドなど、南限・北限などを示すものが多く、固有種も確認されていることから、1965年1月1日に「虻が島とその周辺」として県指定の名勝および天然記念物に指定された。また、周辺部にも、海藻が204種類、ウミウシの仲間が155種類など、多様な生態系が確認されている。ただし、島および周辺半径200ｍの範囲では動植物の採取は禁じられている。 

江戸時代初期の慶長期には、高岡城の石垣の石切丁場（石材産地）となった。

2010年までは毎年夏に島へ渡る遊覧船が運行されていたが、2011年からは運行されていない。